# Uszui Rie
Uszui Rie (臼井 理恵; Hepburn: Usui Rie)(Tokió, 1989. december 28. –) japán válogatott labdarúgó.

## Klub
A labdarúgást a Sfida Setagaya FC csapatában kezdte. 2014-ben az Urawa Reds csapatához szerződött. 44 bajnoki mérkőzésen lépett pályára és 1 gólt szerzett. 2017-ben a Nojima Stella Kanagawa Sagamihara csapatához szerződött.

## Nemzeti válogatott
2014-ben debütált a japán válogatottban. A japán válogatottban 6 mérkőzést játszott.

## Statisztika
| Japán válogatott | Japán válogatott | Japán válogatott |
| Időszak          | Mérk.            | gól              |
| ---------------- | ---------------- | ---------------- |
| 2014             | 6                | 0                |
| Összesen         | 6                | 0                |

## Sikerei, díjai
Klub
- Japán bajnokság: 2014